# Alexander Winge
Alexander Winge född 13 februari 1998 i Norrköpings S:t Johannes församling i Norrköping, är en svensk socialdemokratisk politiker. Han är president för Ungdomens Nordiska Råd (UNR) sedan den 1 januari 2025 och nämndsordförande för kompetensförsörjningsnämnden i Norrköpings kommun sedan 1 januari 2025.

## Biografi
Alexander Winge kommer från Norrköping. Han har en kandidatexamen i statsvetenskap från Linköpings universitet.[källa behövs]
2016 valdes Alexander Winge till ordförande för SSU Norrköping.[källa behövs] Winge var distriktsordförande för SSU Östergötland 2020 - 2024[källa behövs] och valdes in som UNR:s president med tillträde 1 januari 2025.
Winge har varit invald i Norrköpings kommunfullmäktige sedan valet 2018. 1 januari 2025 tillträdde han som ordförande i kompetensförsörjningsnämnden.
Sedan 2024 är Winge även ordförande för Peking Fanz vilket är IFK Norrköpings officiella supporterklubb. 